# Borís Bukreyev
Boris Yakovlevich Bukreyev fue un matemático ruso, nacido el 6 de septiembre de 1859 y fallecido el 2 de octubre de 1962, que trabajó en las áreas de funciones complejas y ecuaciones diferenciales.
En 1889, Bukreyev se convirtió en profesor de matemáticas en la Universidad de Kiev. Estudió las funciones fucsia de grado cero. Estaba interesado en la proyección y la geometría no euclidiana. Trabajó en invariantes diferenciales y parámetros de la teoría de superficies, estando interesado en la historia de las matemáticas.

## Obra
- A Course on Applications of Differential and Integral Calculus to Geometry
- An Introduction to the Calculus of Variations
- Non-Euclidean Planimetry in Analytic Terms